# Histoire des droits de l'homme
 (février 2017).
Si vous disposez d'ouvrages ou d'articles de référence ou si vous connaissez des sites web de qualité traitant du thème abordé ici, merci de compléter l'article en donnant les références utiles à sa vérifiabilité et en les liant à la section « Notes et références ».
 (février 2017).
- Si vous ne connaissez pas le sujet, laissez ce bandeau (vous pouvez alors contacter les auteurs).
- Si vous supprimez le contenu mis en cause (vous pouvez préalablement contacter les auteurs),

argumentez précisément cette suppression dans la page de discussion
(un manque de référence n'est pas un argument ; une recherche réelle de référence doit avoir été effectuée, être formellement documentée).

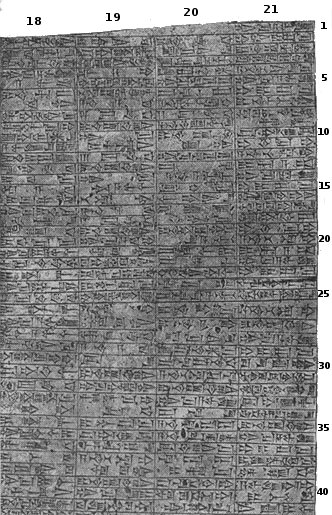
Code de Hammurabi

Bien que la croyance dans le caractère sacré de la vie humaine a des précédents dans de nombreuses religions du monde, l'idée de droits de l'homme, c'est l'idée qu'un être humain est un ensemble de droits inviolables simplement pour des raisons de l'être humain, a commencé au cours de l'ère de l'humanisme de la Renaissance au début de la période moderne. Les guerres européennes de religion et les guerres civiles du XVIIe siècle, l'Angleterre a donné lieu à la philosophie du libéralisme et de la croyance dans les droits de l'homme est une préoccupation centrale européenne de la culture intellectuelle au XVIIIe siècle, siècle des Lumières. Ces idées des droits de l'homme au cœur des révolutions américaine et française qui s'est produite vers la fin de ce siècle. L'évolution démocratique à travers le XIXe siècle a ouvert la voie à l'avènement du suffrage universel au XXe siècle. Deux guerres mondiales ont conduit à la création de la Déclaration universelle des droits de l'homme.